# Martin Meister (Journalist)
Martin Meister (* in Holzminden) ist ein deutscher Wissenschaftsjournalist. Er war von 2008 bis 2015 Chefredakteur von GEO International und leitet seit April 2015 den Bereich „Kommunikation und Programmplanung“ der Körber-Stiftung in Hamburg.
Meister studierte Biologie und Philosophie. Er ging zunächst als Redakteur zum Stern, 1990 wechselte er zu GEO Wissen. Ab 1997 war er „Geschäftsführender Redakteur“ bei GEO, zuständig für Wissenschaft und TV. Ab 2005 war er zusätzlich „Geschäftsführender Redakteur“ für das Wissens-Magazin GEOkompakt, das er mit entwickelt hat. Als Chefredakteur für GEO International betreute er bis zu 17 Länderausgaben für Europa, Asien und Südamerika. Seit 2015 ist er Leiter des Bereiches „Kommunikation und Programmplanung“ der Körber-Stiftung.

## Preise und Auszeichnungen
- Werner und Inge Grüter-Preis für Wissenschaftsvermittlung, geteilt mit Ulf von Rauchhaupt (2009)[1]
- Preis „Im Zentrum der Mensch“ des Deutschen Hygienemuseums (2006)
- UmweltMedienpreis der Deutschen Umwelthilfe 2004[2]
- Erster Preis „Reporter der Wissenschaft“ des Bundeswissenschaftsministers (1989)